# Hyaloraphidiomycetes
Hyaloraphidiomycetes é uma classe monotípica de fungos da divisão Monoblepharomycota cuja única ordem é Hyaloraphidiales. Apenas se conhece um género nesta ordem, o género Hyaloraphidium, colocado na família monotípica Hyaloraphidiaceae. As espécies são fungos do tipo quitrídio, desconhecendo-se se o grupo terá mais membros.

## Descrição
O género Hyaloraphidium tem quase distribuição cosmopolita.
Espécies:
- Hyaloraphidium contortum Pascher & Korshikov
- Hyaloraphidium curvatum Korshikov